# Saber-fazer
Conhecimento processual, conhecimento prático ou saber-fazer (em inglês: know-how; em francês: savoir-faire) são termos utilizados para descrever o conhecimento prático sobre como fazer alguma coisa. O termo em inglês know-how foi criado em 1838, Designa o conhecimento específico na realização de uma tarefa prática ou na solução de um problema prático; a experiência prática na realização de uma tarefa, isto é, a capacidade de realização com êxito utilizando conhecimento de como executar alguma tarefa.
É o conhecimento prático de como executar alguma tarefa, ao contrário de know-what (fatos), know-why (ciência), ou know-who (comunicação). É muitas vezes entendido como o conhecimento tácito, o que significa que é difícil transferir para outra pessoa por meio escrito ou verbal. O oposto do conhecimento tácito é o conhecimento explícito. O conhecimento processual sobre resolver problemas difere do conhecimento proposicional sobre resolver um problema.
No contexto da propriedade industrial e da propriedade intelectual (IP), corresponde a um componente de transferência de tecnologia em ambientes nacionais e internacionais, coexistente com, ou isolado de outros direitos de propriedade intelectual, tais como patentes, marcas e direitos autorais, sendo um ativo econômico.